# I-55/I-155
I-55/I-155 — підводний човен Імперського флоту Японії, який взяв участь у бойових діях на початковому етапі Другої світової війни. Споруджений як І-55, корабель 20 травня 1942-го був перейменований на І-155, щоб звільнити нумерацію для нових крейсерських підводних човнів (так само вчинили щодо всіх субмарин KD типів).

## Довоєнна служба
І-55 належав до типу KD3 (підтип KD3A). Його спорудили у 1927 році на корабельні ВМФ у Куре та включили до 18-ї дивізії підводних човнів, у складі якої І-55 перебував і на момент вступу Японії у Другу світову війну.
Під час довоєнної служби з кораблем сталось кілька навігаційних інцидентів. Так, 11 липня 1929-го на маневрах в районі Нагасакі І-55, який провадив навчальну атаку на важкий крейсер «Кінугаса», зіткнувся зі своєю ціллю та пошкодив обшивку. 10 лютого 1932-го так само на навчаннях біля Нагасакі І-55 таранив інший підводний човен І-54, на якому виникли проблеми з кермуванням. Втім, пошкодження обох кораблів були незначними.
23 липня 1936-го на маневрах біля Кюсю флот потрапив під дію тайфуну Беппу. І-55 сів на мілину та серйозно пошкодив зовнішній корпус. Лише 31 липня після максимального полегшення човен вдалось зняти з ґрунту та відбуксирувати до Куре на ремонт.

## Перший похід
1 грудня 1941-го, за кілька діб до відкриття бойових дій, І-55 уже вирушив з порту Самах (китайський острів Хайнань) до визначеного йому району в Південнокитайському морі, де разом з цілим рядом інших човнів сформував патрульну лінію поблизу півострова Малакка, на який вже 8 грудня (тобто в день нападу на Перл-Гарбор — тільки останній відбувся по інший бік лінії зміни дат) висадились японські десанти.
14 грудня 1941-го західніше від островів Анамбас нідерландський підводний човен K XII виявив у перископ та невдало спробував таранити іншу субмарину, якою могли бути І-55 або І-54.
20 грудня 1941-го І-55 повернувся з походу до бухти Камрань (центральна частина узбережжя В'єтнаму).

## Другий похід
29 грудня 1941-го І-55 вирушив для дій поблизу північно-східного узбережжя Суматри. Тут він не досяг якогось успіху, а 14 січня 1942-го прибув у Камрань.

## Третій похід
31 січня 1942-го І-55 вирушив для дій у Індійському океані на південь від острова Ява (можливо відзначити, що в цей період сюди спрямували групу японських підводних човнів, які виходили до океану в обхід Яви зі сходу). На початку лютого І-55 пройшов протокою Ломбок, проте в той час його відкликали до Яванського моря. Тут він мав патрулювати в секторі, де раніше діяв підводний човен Ro-34, що витратив в атаці на конвой усі торпеди.
7 лютого 1942-го за півтори сотні кілометрів на північний захід від Сурабаї І-55 перестрів та обстріляв артилерією нідерландське пасажирське судно Van Cloon (4519 GRT), яке викинулось на берег (надалі стало японським транспортом «Татебе-Мару», котрий в 1945-му потопила американська авіація). Патрульний корабель USS Isabel, що рятував людей з Van Cloon, у якийсь момент помітив І-55 у надводному положенні та відкрив по ньому вогонь, примусивши зануритись. Пізніше субмарину безрезультатно атакував летючий човен «Каталіна».
13 лютого 1942-го менш ніж за сотню кілометрів від північного входу до Зондської протоки (розділяє Суматру та Яву) І-55 поцілив двома торпедами британське судно Derrymore (4799 GRT), яке полишило Сінгапур напередодні падіння останнього. Derrymore, що прямував до Батавії (Джакарти) з 7000 тонн військових припасів та 6 винищувачами Hawker Hurricane, затонув за півтори хвилини.
18 лютого 1942-го І-55 обстріляв артилерією якесь судно. Хоча командир підводного човна претендував на перемогу, ймовірно, він зустрівся з норвезьким танкером Madrono (5804 GRT), який не зазнав жодних пошкоджень (надалі буде захоплений німецьким рейдером Thor і загине як Rossbach в 1944-му унаслідок атаки американського підводного човна поблизу Японії).
21 лютого 1942-го І-55 прибув до затоки Старінг-Бей (поблизу Кендарі на південно-східному півострові острова Целебес), де певний час базувались великі сили японського флоту.
16–25 березня 1942-го човен здійснив перехід зі Старінг-Бей до Куре.

## Служба в Японії
Враховуючи вік корабля, його вирішили використовувати для навчальних цілей у військово-морському окрузі Куре.
У травні 1943-го, після висадки американців на острові Атту (західна частина Алеутського архіпелагу), японське командування для постачання та евакуації гарнізону, розташованого далі на схід острова Киска, залучило велику групу підводних човнів, зокрема І-155. 26 травня 1943-го І-155 вийшов з Йокосуки та 2 червня досягнув Парамуширу (Курильські острови), а 4 червня він рушив далі з вантажем припасів для Киски. Втім, уже наступної доби корабель зазнав пошкоджень внаслідок шторму та 7 червня повернувся на Парамушир. 14—20 червня І-155 перейшов з Парамуширу до Куре для ремонту.
У січні — лютому 1944-го І-155 брав участь у експериментах із маскувальним камуфляжним забарвленням.
У певний момент човен вивели з активної служби та розформували екіпаж, проте на тлі дедалі глибшої кризи японської оборони навесні 1945-го залучили І-155 до можливого спротиву, для чого перетворили його на носій керованих торпед «кайтен», котрі човен мав доправляти на Сікоку. Наприкінці липня І-155 був виведений у резерв та поставлений біля причалу в Куре, проте на початку серпня човен знову активували та почали готувати до застосування «кайтенів». Втім, до практичного використання цієї зброї з І-155 не дійшло через капітуляцію Японії.
У травні 1946-го I-155 був затоплений разом з кількома іншими трофейними підводними човнами в межах британської операції «Bottom».

## Бойовий рахунок
| Дата       | Назва     | Тип         | Тоннаж | Місце           |
| 07.02.1942 | Van Cloon | пасажирське | 4519   | 6°18'S 111°36'E |
| 13.02.1942 | Derrymore | вантажне    | 4799   | 5°18'S 106°20'E |